# نهر الدندر

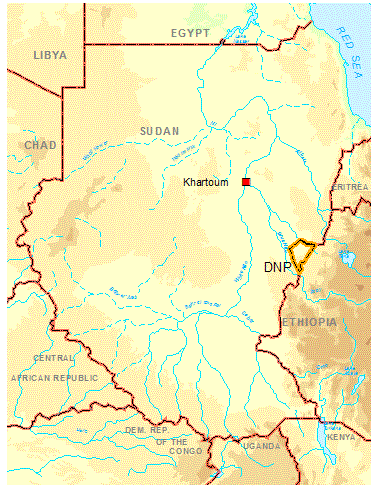
موقع محمية الدندر الطبيعية في السودان

نهر الدِّنْدِر - وتعني «الماء المنحدر» أحد منابع نهر النيل الأزرق. يخترق إثيوبيا والسودان لمسافة 480 كم.

## المسار

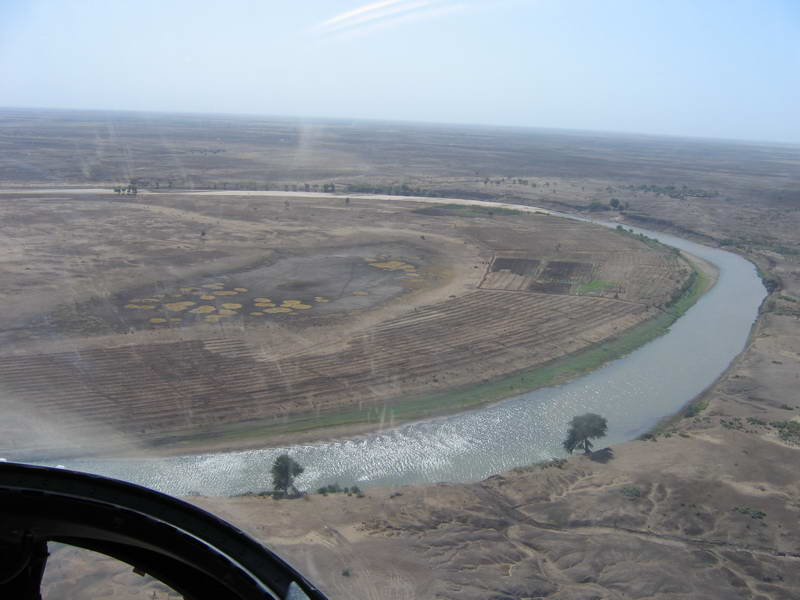
نهر الدندر من الطائرة

يجري نهر الدندر في مرتفعات إثيوبيا، من غرب بحيرة تانا الواقعة في إقليم - أو وردا - إثيوبي يُسمّى « ألفا ». يجري في اتجاه شمالي غربي خلال سهول ولاية سنار السودانية، فيتلوي النهر متخللًا تلك السهول الفيضية وينضمّ إلى نهر النيل الأزرق عند قرية الربوة التابعة لمحلية جنوب الجزيرة وتعتبر قرية الربوة الأكبر في صيد الأسماك في المنطقة وذلك بفضل ملتقي نهري الدندر والنيل الأزرق والتي تسمي ب (مقرن الربوة) وهي تعتبر منطقة سياحية يقصدها الكثير من السياح وتعبر متنزه طبيعي لكل أهالي المنطقة.

## المعالم الطبيعية
تمتد محمية الدندر الطبيعية من ضفته الجنوبية، وهي مستجمع مائي كانت موطنًا للكلب البري الإفريقي «السُّمع» المهدد بالانقراض عالميًا، والذي يظنّ الخبراء أنّه قد تعرّض إلى انقراض محلّي . بفعل الانفجار السكاني وعدم الاهتمام بحماية البيئة.

## الفيضانات
- فاض سنة 2012 واجتاح مدنًا بولاية سنار السودانية، فغمرت المياه أربعة كباري وأكثر من مليون فدان زراعي بالولاية، عازلة قرى ومُتلفة محاصيل زراعية.